# Atriplex hortensis

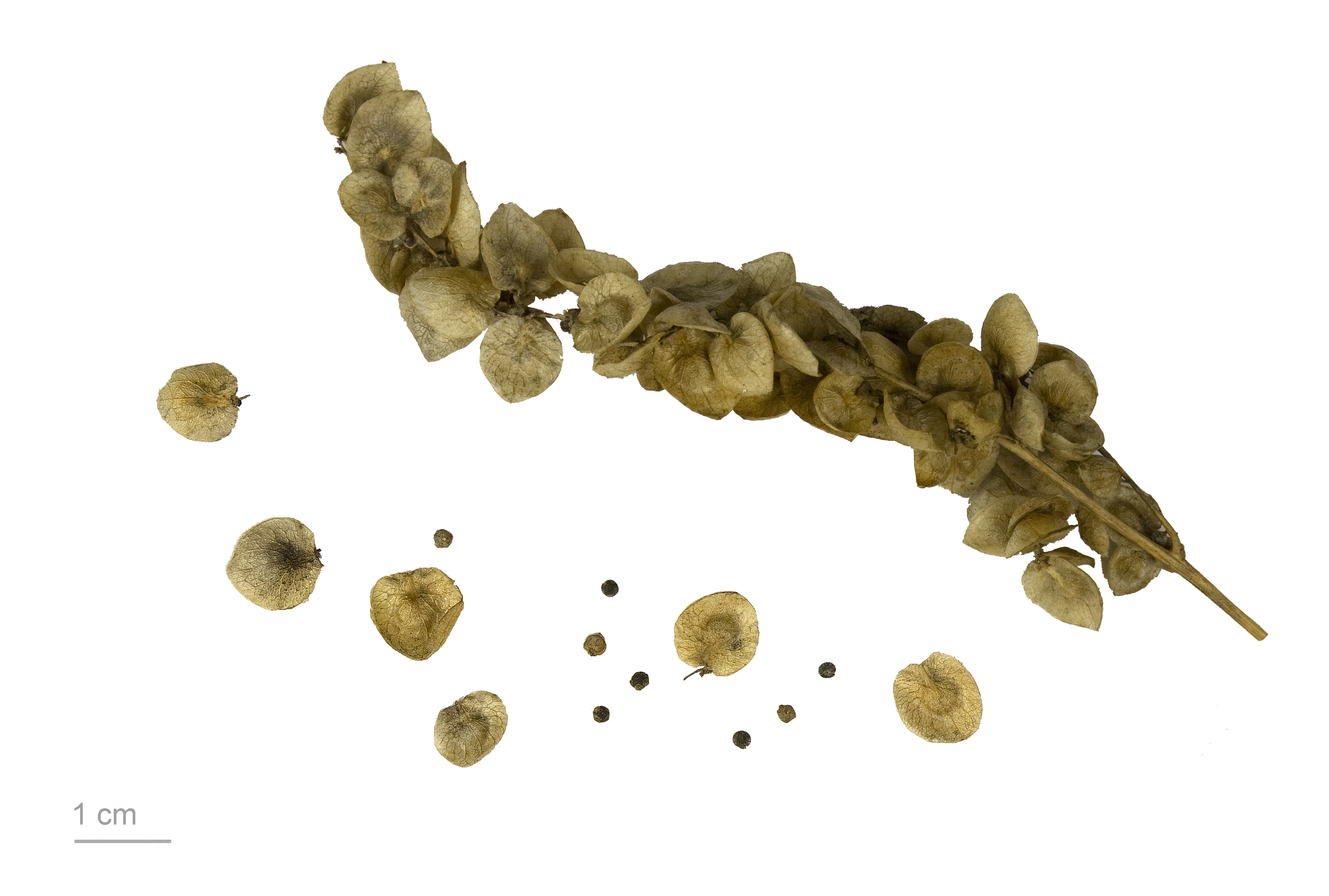
Atriplex hortensis

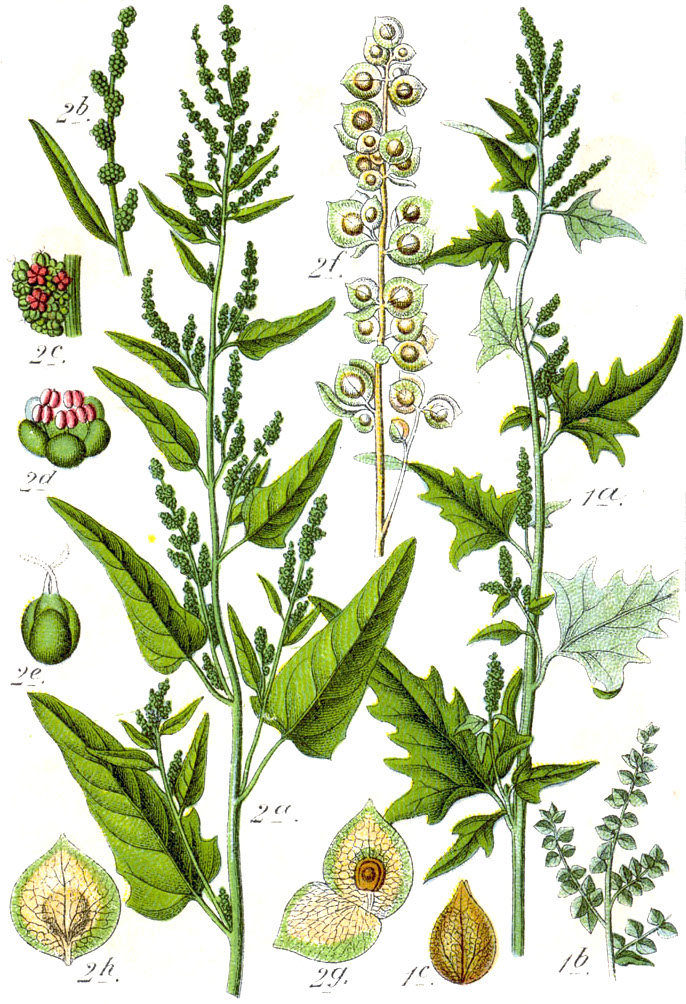
Atriplex hortensis.

El armuelle o bledo molle, Atriplex hortensis,  es una planta originaria de Asia occidental, introducida en Europa como cultivo en el siglo XVI. Existe de manera esporádica en Huesca.

## Descripción
Es una planta anual, alimenticia, erecta que alcanza los 2 metros de altura. Las hojas son grandes con limbo triangular y peciolo corto. Las flores en espigas axilares son pequeñas.

## Distribución y hábitat
Originaria de Tartaria. Introducida como cultivo en Europa, especialmente a mediados del siglo XVI.

## Propiedades

### Principios activos
Las hojas contienen saponinas y vitamina C.

### Indicaciones
Depurativo, discretamente laxante, emoliente.Se ha usado en afecciones pulmonares. Como antiinflamatorio en cataplasmas, especialmente en crisis dolorosas de gota.Se usan las hojas. Hervir con abundante sal y un poco de vinagre para hacer cataplasmas.

## Taxonomía
Atriplex hortensis fue descrita por Carlos Linneo y publicado en Sp. Pl. 1053 1753.
Etimología
Atriplex: nombre genérico latino con el que se conoce a la planta.
hortensis: epíteto latino  que significa "de los jardines.
Sinonimia
- Atriplex hortensis raza microtheca (Moq.) Samp.
- Atriplex hortensis subsp. microtheca (Moq.) Bonnier & Layens
- Atriplex microtheca Moq. in DC.[5]
- Atriplex acuminata M.Bieb.
- Atriplex atrosanguinea Voss
- Atriplex benghalensis Lam.
- Atriplex heterantha Wight
- Atriplex purpurea Voss
- Atriplex ruberrima Moq.
- Atriplex rubra (L.) Crantz
- Atriplex spectabilis Ehrh. ex Moq.
- Atriplex virgata Roth
- Chenopodium benghalense Spielm. ex Steud.[6]

## Nombres comunes
- Castellano: armoles, armuelle, armuelle de huerta, armuelles, armuelles blancos, armuelles cultivados, armuelles de huerta, armuelles de zorra, armuelles domésticos, armuelles silvestres, bledos moles, bledos reales colorados, cogolletes, espinaca de carne, ramos de coral[7]